# Detlef Bremer
Detlef Bremer (* 20. Mai 1957 in Malchow; † 7. Mai 1988 in der Pötenitzer Wiek) war ein Todesopfer an der innerdeutschen Grenze.

## Leben
Detlef Bremer war bereits 1986 wegen eines Fluchtversuches inhaftiert worden und 1987 durch eine Amnestie freigekommen. Am Abend des 6. Mai 1988 entwendete er einen Lastwagen seiner Arbeitsstelle, des VEB Kohlehandels Neubrandenburg, fuhr damit an die Grenze, parkte direkt am ersten Zaun, übersprang diesen vom Fahrzeugdach aus und durchquerte den Todesstreifen, kletterte über den letzten Zaun und stieg ins Wasser. Aus unbekannten Gründen ertrank er und wurde am 18. Mai 1988 am Westufer der Trave tot aufgefunden.